# L'avventura (chanson)
Pour le film d'Antonioni, voir L'avventura.
Singles de Stone et Charden
Le seul bébé qui ne pleure pas
(1971) Il y a du soleil sur la France
(1972)
L'avventura est une chanson de Stone et Charden écrite et composée par Éric Charden, Frank Thomas et Jean-Michel Rivat en 1971. Meilleure vente de l'année 1971, elle fait accéder le couple à la notoriété.  

## Création
Lorsque Éric Charden écrit la chanson, il la présente à Carlos et Joe Dassin, qui ne croit pas au succès du titre, et parie avec Carlos une caisse de Château Lafite Rothschild 1947, un vin alors très difficile à trouver sur le marché. Carlos remporte son pari.
La chanson, présentée à l'Olympia en première partie de concerts de Julien Clerc est devenue une « rengaine » bien connue du public, et elle est reprise en chœur par les presque 2000 spectateurs présents la salle. Tino Rossi  et Frank Sinatra se disent séduits et annoncent leur intention d'enregistrer la chanson.

## Texte
La chanson est composée sous forme de dialogue, avec alternance de couplets célébrant leur amour par les deux chanteurs. Deux passages sont chantés en duo, dont le dernier, concluant la chanson,  est :
« Et chaque jour que Dieu fait mon amour avec toi
C'est l'avventura  »

## Accueil commercial
Le disque 45 tours, comportant sur son autre face La musique du camionneur, se vend à plus d'un million d'exemplaires. Devant le succès, la chanson est reprise en album en 1972 (L'amour pas la charité...). 

## Classements
| Classement (1971–72)                    | Meilleure position |
| --------------------------------------- | ------------------ |
| Belgique (Flandre Ultratop 50 Singles)  | 5                  |
| Belgique (Wallonie Ultratop 50 Singles) | 1                  |
| France (CIDD)                           | 1                  |
| Pays-Bas (Nederlandse Top 40)           | 7                  |
| Pays-Bas (Nationale Hitparade)          | 7                  |

| Classement (1971) | Position |
| ----------------- | -------- |
| France (SNICOP)   | 1        |

| Classement (1972)              | Position |
| ------------------------------ | -------- |
| Belgique (Flandre Ultratop)    | 38       |
| Pays-Bas (Nederlandse Top 40)  | 57       |
| Pays-Bas (Nationale Hitparade) | 67       |

## Reprises
Tino Rossi enregistre le titre en 1972. La chanson est adaptée en néerlandais sous le titre Mijn avontuur et reprise par trois fois en 1979, 1983 et 2011.
Stone et Charden reprennent la chanson dans leur album Made in France qui paraît en avril 2012, une semaine avant la mort d'Éric Charden.